# Benro
Benro (Guangdong Benro Image Technology Industrial Co., Ltd.) és una empresa xinesa, amb seu a Guangdong, la qual està especialitzada en la fabricació de trípodes, monòpodes, filtres, motxilles fotogràfiques i accessoris.
Els trípodes Benro també es comercialitzen per al mercat nord-americà sota la marca Induro gràcies a una empresa conjunta entre l'empresa xinesa i MAC Group China
Al mercat asiàtic, Benro és el fabricant amb més nombre de vendes de la línia professional de trípodes.
Benro es va establir al mercat fotogràfic l'any 1995 com un fabricant de trípodes, monòpodes i ròtules. El 2007 va començar a fabricar motxilles fotogràfiques.

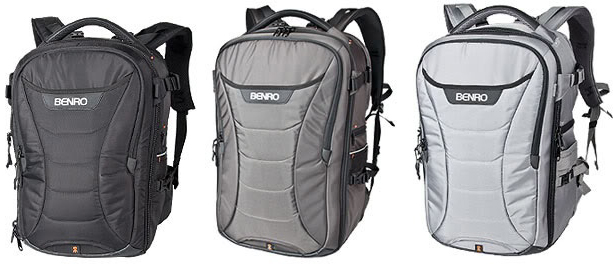
Motxilles fotogràfiques de Benro Ranger Pro 400N

## Productes
Benro compta amb una àmplia gamma de trípodes, les quals es classifiquen amb diverses sèries, depenguen del pes que aguanten, dimensions i usos, els més coneguts són els següents:
- Tortoise
- Mammoth
- Rhino
- Cyanbird
- Theta

En les especificacions dels seus trípodes, es pot veure que fabriquen aquests productes d'alumini o fibra de carboni, aquesta segona opció redueix el pes del producte i no fa perdre estabilitat. Tots ells són compatibles amb el sistema d'alliberació ràpida Arca-Swiss.
El 2019 la ròtula de Benro GD3WH va guanyar el premi d'amateur photography com a millor accessori fotogràfic. El 2022 el Benro Induro Hydra 2 va guanyar el premi de Technical Image Press Association (TIPA) com a millor trípode.
Quant als filtres es classifiquen en tres gammes:
- UD (Ultra Thin): Filtres d'una sola capa i més senzills de construcció
- PD (Professional Digital): Filtres més robustos i professionals amb revestiments antireflexes
- SHD (Super High Definition): Filtres de màxima qualitat òptica de 16 capes amb una transmissió de llum superior, revestiment multicapa, resistent a ratllades i repel·lent a líquids i oli

D'aquestes gammes hi ha diferents filtres que es poden utilitzar depenguen del tipus de fotografia que es vol realitzar:
- UV
- Polaritzador

Els filtres ND de Benro es diferencien entre els SD ND, els quals redueixen un pas fix de llum o els SD NDX, els quals són variables i permeten reduir fins a 7 passos de llum.